# Heliane Canepa
Hedwig Heliane Canepa (geborene Mayer; * 25. Februar 1948 in Dornbirn, Österreich) ist eine Schweizer Managerin.

## Leben
Canepa studierte in Dornbirn, Österreich, am West London College in London, an der Sorbonne in Paris sowie an der Princeton University, New Jersey, wo sie das Foreign Executive Development Program absolvierte.
Sie war ab 2001 CEO des schweizerisch-schwedischen Unternehmens Nobel Biocare, des weltgrößten Herstellers von Zahnimplantaten. Am 30. Juli 2007 gab sie ihren Rücktritt als CEO von Nobel Biocare auf den 1. September 2007 bekannt. Ihr Nachfolger wurde Domenico Scala. 
Canepa wurde 1995 und 2000 zur Schweizer Unternehmerin des Jahres gewählt und 2005 von den Financial Times als sechste der 25 erfolgreichsten Geschäftsfrauen in Europa eingestuft. Sie ist Delegierte des Verwaltungsrats des FC Zürich.
Sie ist seit 1973 mit Ancillo Canepa verheiratet.